# Víctor Golas
Víctor Hugo Mateus Golas (Arapongas, 27 dicembre 1990) è un calciatore brasiliano, portiere del Caxias.

## Carriera

### Club
Il 3 agosto 2015 viene acquistato dalla squadra bulgara del Botev Plovdiv.